# Shimon ben Gamliel II
Rabban Shimon ben Gamliel II (hébreu : רבן שמעון בן גמליאל Rabban Shimon ben Gamliel « Notre maître Siméon fils de Gamaliel ») est un Tanna (docteur de la Mishna) de la troisième ou quatrième génération.
Shimon est un enfant résidant dans la forteresse de Betar lorsque la révolte de Bar Kokhba éclate. Il parviendra cependant à échapper au massacre qui suit la prise de la forteresse par les Romains. Lors de la restauration du collège à Ousha, Shimon est élu Nassi (président) du Sanhédrin, non seulement en raison de son lignage (il descend de Hillel l'Ancien), mais aussi de sa propre stature.
Sa tombe est située selon la tradition à Kafr Manda, en Basse Galilée.